# Johann Ableitner
Johann („Hans“) Ableitner (* 3. Juni 1887 in Oberreichenbach, Bayern; † 11. März 1963 in  Lindau (Bodensee)) war ein deutscher Kommunalpolitiker.

## Leben
Johann Ableitner besuchte die katholische Volksschule und Realschule in Heidenheim an der Brenz. Von 1902 bis 1912 absolvierte er die Ausbildung und Prüfung zum mittleren Verwaltungsdienst. Von 1913 bis 1920 war er Assistent und später Sekretär bei den Stadtverwaltungen Schwäbisch Gmünd und Rottweil. Von 1921 bis 1933 arbeitete er beim Arbeitsamt Rottweil, seit 1929 als Verwaltungsoberinspektor. Als Mitglied der SPD (1921–1933) wurde er 1933 gemäß § 7 des Gesetzes zur Wiederherstellung des Berufsbeamtentums, das am 7. April des Jahres in Kraft trat, aus dem Dienst entlassen. Von 1933 bis 1945 war er bei verschiedenen katholischen Kirchenpflegen und beim Kreisverband (Landkreis) Rottweil tätig.
Ableitner wurde 1945 zum kommissarischen Landrat ernannt, von 1946 bis 1952 war er regulärer Landrat des Landkreises Rottweil. 1952 trat er in den Ruhestand.

## Ehrungen
- 1952: Verdienstkreuz am Bande der Bundesrepublik Deutschland